# Augentropfen

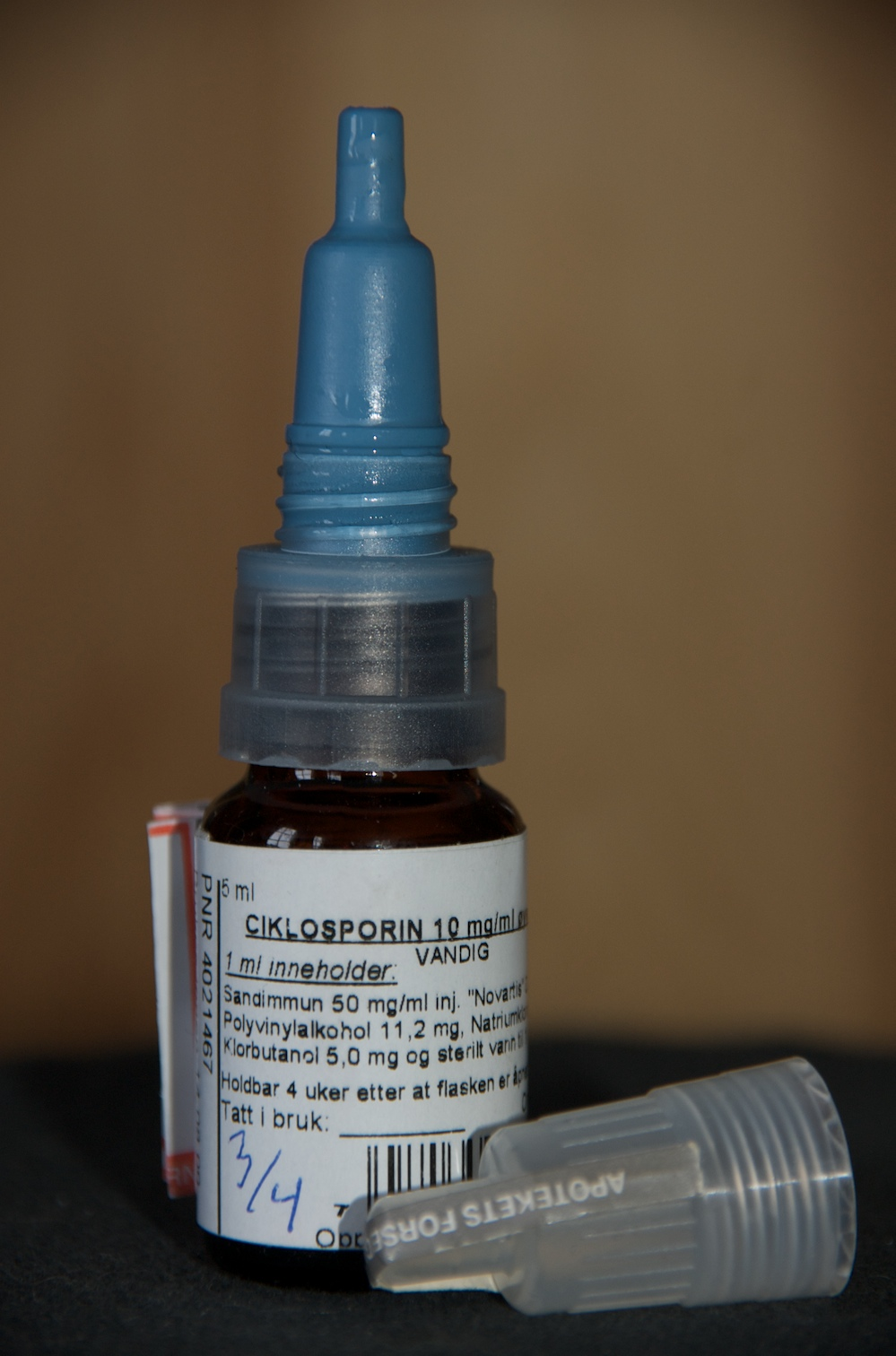
Tropfenflasche

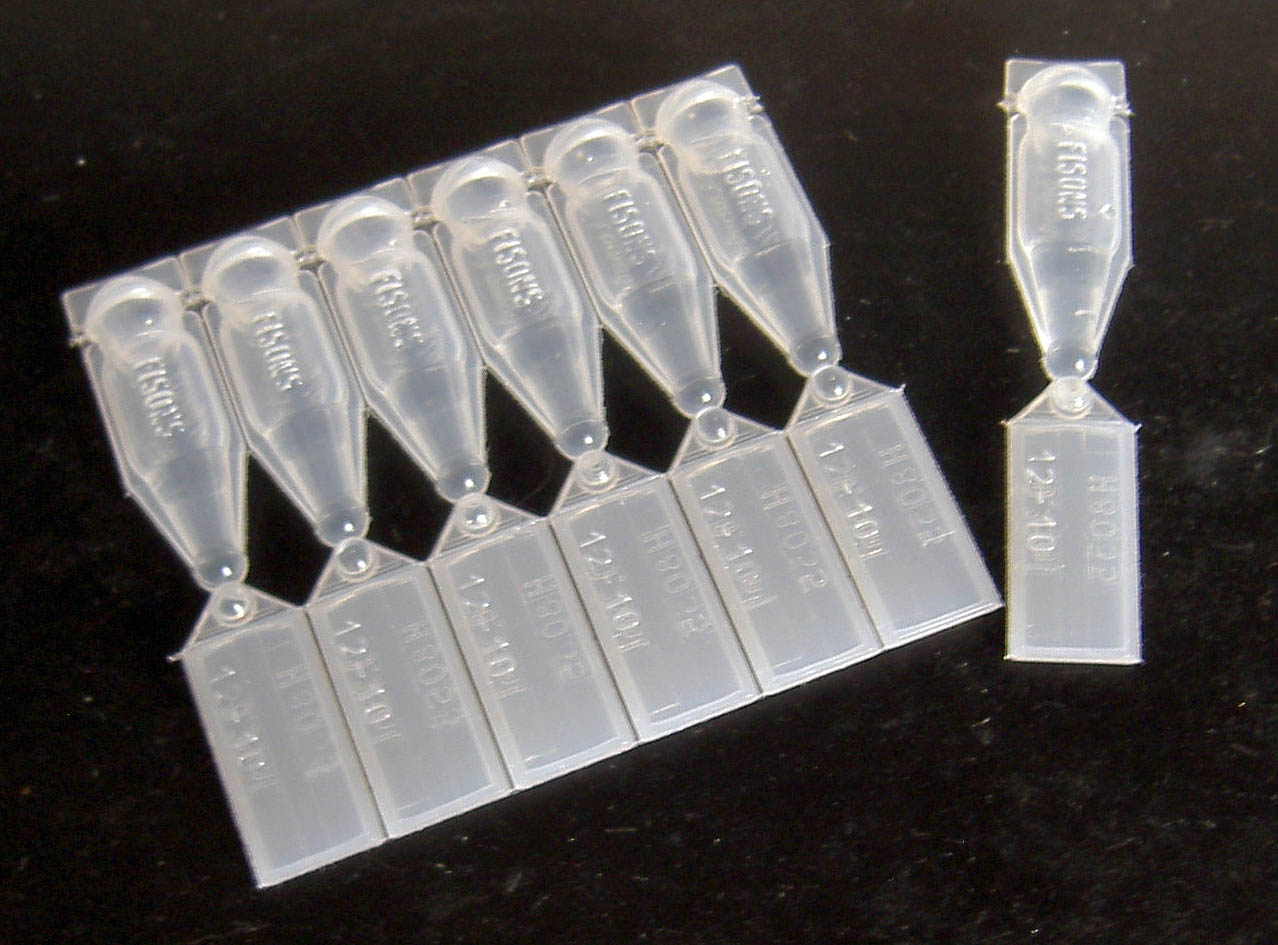
Ein-Dosis-Ophtiolen

Augentropfen (Oculoguttae) sind eine pharmazeutische Darreichungsform für flüssige Zubereitungen zum Eintropfen in den Bindehautsack oder auf die Hornhaut des Auges. Es kann sich um wässrige oder ölige Lösungen, Emulsionen oder Suspensionen handeln. Augentropfen wirken lokal. Typische Anwendungsgebiete sind die Behandlung von Trockenheit und Reizungen des Auges, des grünen Stars (Glaukom), sowie der Bindehaut- (Konjunktivitis) und Hornhautentzündung (Keratitis). Alternativ können für viele Anwendungen Augensalben oder Augengele eingesetzt werden.
Augentropfen mit arzneilicher Wirkung zählen zu den Arzneimitteln, solche mit physiologischer oder physikalischer Wirkung zu den Medizinprodukten.
Neben der industriellen Herstellung können Augentropfen auch rezepturmäßig in der Apotheke hergestellt werden.

## Anwendung
Typische Anwendungsgebiete sind die Behandlung von Trockenheit und Reizungen des Auges, wobei teilweise rein befeuchtende, physikalisch wirkende Präparate verwendet werden, die durch ihre erhöhte Viskosität relativ lange im Auge verweilenden Film ausbilden und mechanische Reibung und Verdunstung von Tränenflüssigkeit reduzieren. Eingesetzt als Filmbildner werden Cellulosederivate, Polyvinylpyrrolidon, Carbomer, Polyvinylalkohole sowie auch Kombinationen mit Lipiden.
Weitere Anwendungsgebiete sind der grüne Star (Glaukom), eine Bindehautentzündung (Konjunktivitis), eine Hornhautentzündung (Keratitis) oder Entzündungen des vorderen Augenabschnittes nach Augenoperationen. Augentropfen wirken lokal, was von Vorteil ist, da das Auge systemisch schlecht erreichbar ist. Die lokale Verabreichung hat eine bessere Selektivität als die systemische Gabe und es lassen sich höhere Arzneistoffkonzentrationen erreichen.

## Anforderungen

### Keimfreiheit
Nach Vorschrift des Europäischen Arzneibuchs (Ph. Eur.) müssen Augentropfen steril sein, da das Auge ein empfindliches Sinnesorgan ist, welches nicht gut durchblutet ist und dessen Regenerationsmöglichkeiten begrenzt sind.

### Verträglichkeit
Um die bestmögliche Wirksamkeit, Verträglichkeit und Reizlosigkeit bei der Anwendung von Augentropfen zu erzielen, müssen der pH-Wert, die Tonizität und die Viskosität der Augentropfen an die physiologischen Parameter des Tränenfilms so weit wie möglich angepasst werden. Dies ist vor allem bei wässrigen Augentropfenlösungen erforderlich.
- pH-Wert: Augentropfen sollten idealerweise einen physiologischen pH-Wert aufweisen, der zwischen 7,1 und 7,5 liegt (Isohydrie). Zur Einstellung können Puffersysteme wie zum Beispiel Natriumacetat/Borsäure, Phosphat- oder Acetat-Puffer eingesetzt werden. Wenn Wirkstoffe unter diesen pH-Bedingungen nicht ausreichend chemisch stabil sind, stellt man den pH-Wert der Augentropfen mit Säuren oder Laugen so ein, dass eine optimale Stabilität des Wirkstoffes erreicht wird, und der pH-Wert dennoch im physiologisch verträglichen, euhydrischen Bereich von ca. 7,1 bis 9,7 liegt.  Nach dem Einbringen in das Auge wird der pH-Wert durch die Pufferwirkung der Tränenflüssigkeit auf den physiologischen pH-Wert angeglichen.  Außerhalb des isohydrischen pH-Wertes sollen Augentropfen nicht gepuffert sein, da die Pufferkapazität der in der Tränenflüssigkeit vorhandenen Eiweiß-/Phosphat- und Bicarbonatpuffer nur sehr gering ist und keine Anpassung an den physiologischen pH-Wert möglich ist.
 Für Wirkstoffe wie  Timolol oder Pilocarpin, die bei unphysiologisch sauren pH-Werten ihre maximale Stabilität aufweisen, kann ein Zwei-Kammer-System, dessen Inhalte vor Anwendung gemischt werden, für Stabilität und Verträglichkeit sorgen.

- Tonizität: Für die reizlose Verträglichkeit ist ferner ein dem Hornhautepithel entsprechender osmotischer Druck (Isotonie) einzustellen, entsprechend einer Natriumchloridkonzentration von 0,9 % bzw. Osmolalität von 250 bis 300 mosm/kg. Als schmerzfrei verträglich gelten 225–430 mosm/kg.[4] Hypertonische Lösungen werden besser vertragen als hypotonische. Manche Indikationen erfordern therapeutisch wirksame Konzentrationen von Arzneistoffen, die zu hypertonischen Lösungen führen.
Die Einstellung der Tonizität erfolgt mit Isotonisierungsmitteln wie z. B. Natriumchlorid, Kaliumnitrat, Borsäure, Natriumacetat oder Mannitol.

### Behältnisse und Konservierung

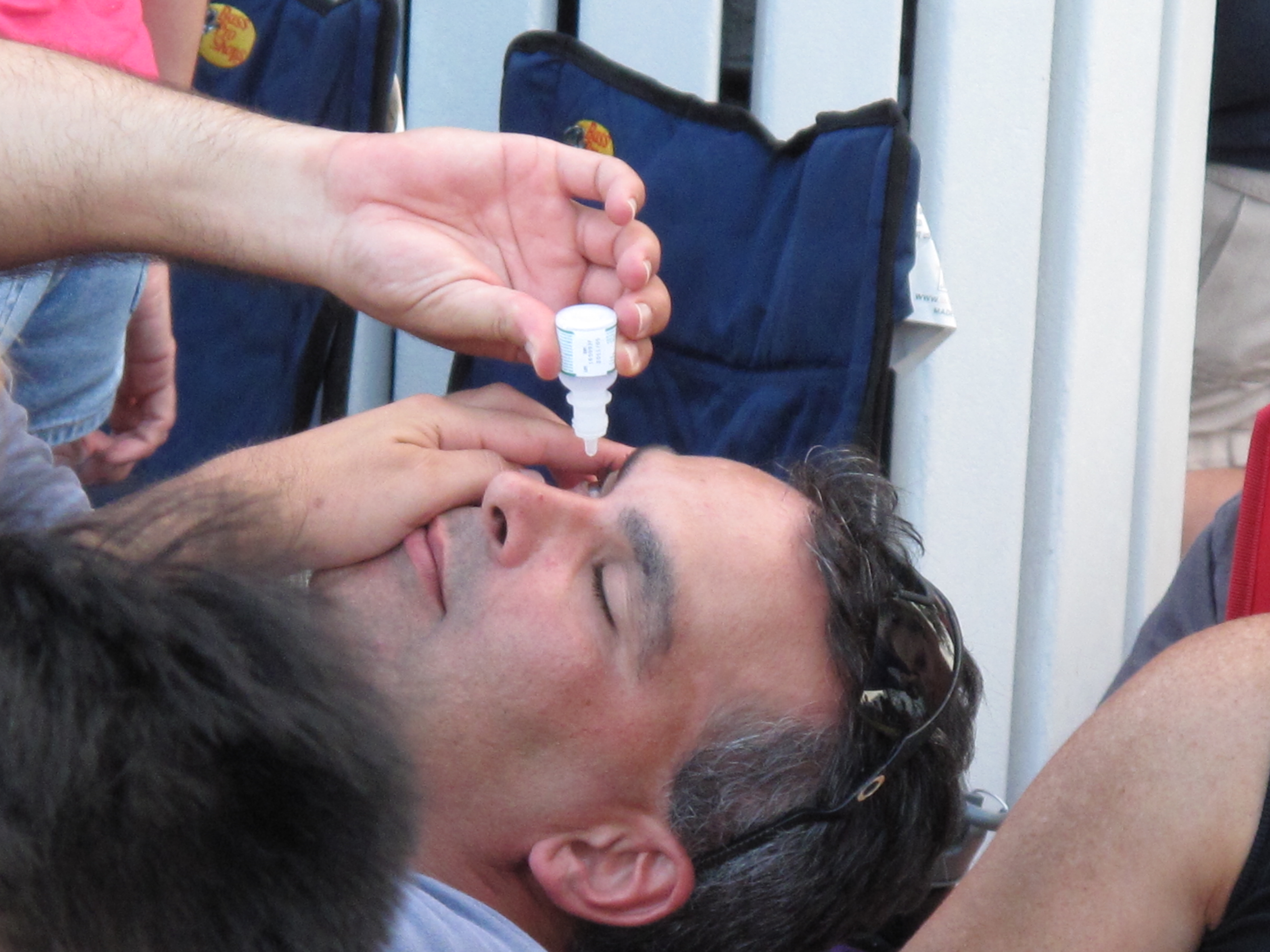
Verabreichung bei liegendem Patienten

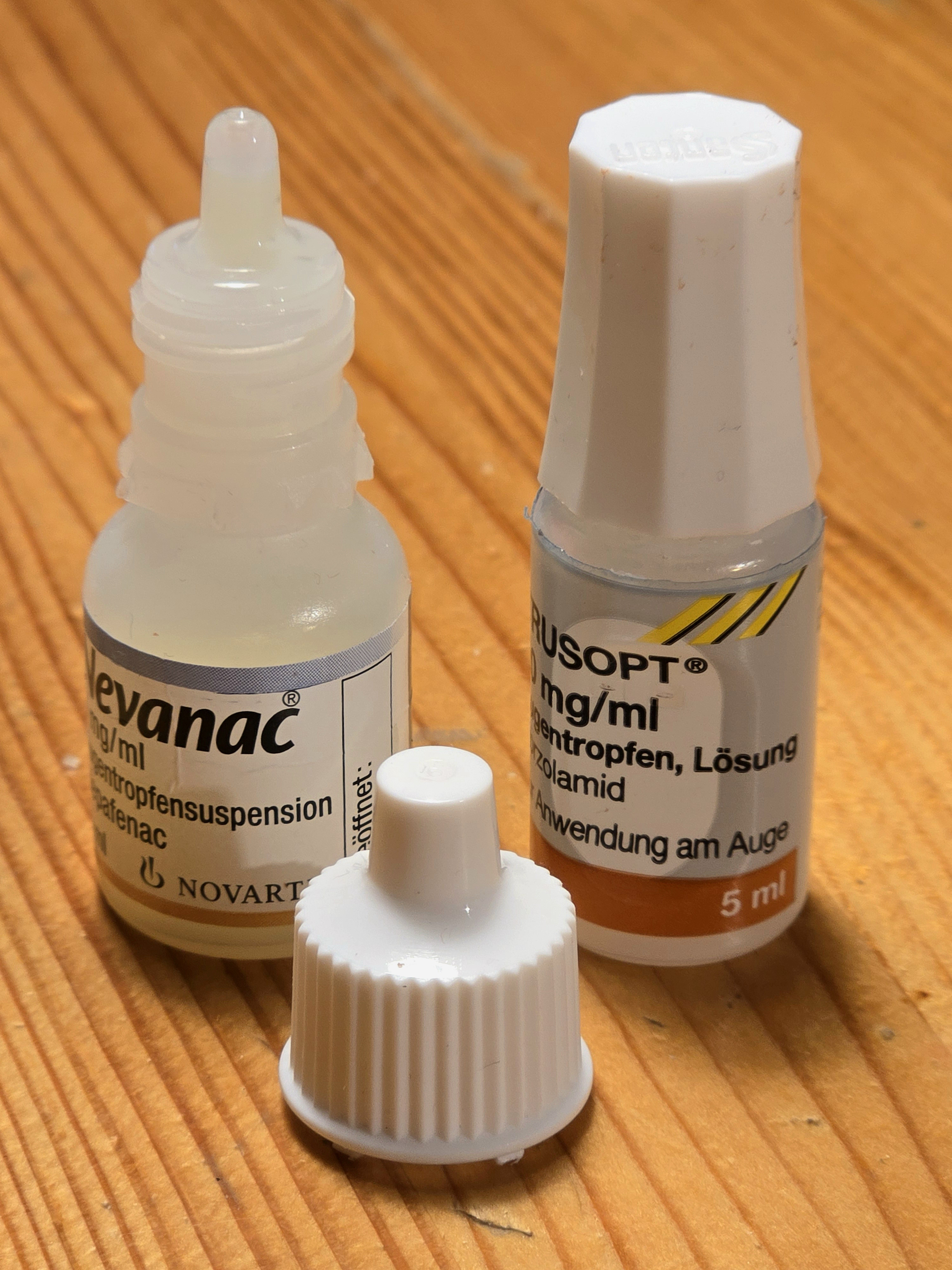
Mehr-Dosis-Ophtiolen (MDO)

Augentropfen werden entweder in Augentropffläschchen aus speziellem Glas (Braunglas Glasart I) oder in Kunststoffbehältnissen (Ophtiolen) abgefüllt. Ophtiolen gibt es für den Einmalgebrauch (Eindosis-Ophtiole, EDO) oder für den Mehrfachgebrauch (Mehrdosis-Ophtiole, MDO). Mehrdosenbehältnisse ermöglichen eine mehrmalige tropfenweise Applikation der Zubereitung und enthalten maximal ein Volumen von 10 ml.
Um mikrobielle Verunreinigung nach Anbruch zu unterdrücken, müssen wässrige Augentropfen in Mehrdosisbehältnissen konserviert werden, sofern die Zubereitung nicht schon selbst antimikrobielle Eigenschaften aufweist oder die Behältniskonstruktion das Eindringen vom Keimen verhindert. Die wässrige Phase bei Emulsionen muss ebenfalls ausreichend konserviert sein. Gängige Konservierungsmittel sind:
- Thiomersal 0,002 %
- Organische Quecksilberverbindungen Phenylquecksilber (-Salze) 0,001–0,002 %
- Benzalkoniumchlorid 0,002–0,02 % (quartäre Ammoniumverbindungen / quartäre Ammoniumsalze)
- Chlorhexidin 0,005–0,01 %
- Benzylalkohol 0,5–1 % (da lichtempfindlich häufig mit Benzalkoniumchlorid kombiniert)

Augentropfen zur Anwendung vor oder während chirurgischer Eingriffen dürfen keine Konservierungsmittel enthalten.
Mehrdosenbehältnisse, die eine mikrobielle Kontamination der Zubereitung nach Anbruch verhindern so dass Konservierungsstoffe erlässlich sind, sind zum Beispiel das Primärpack-System ABAK®- oder das COMOD®-System.

### Teilchen
Augentropfen in Form von Lösungen müssen bei einer visuellen Prüfung frei von Teilchen sein.
Augentropfen in Form von Suspensionen müssen leicht zu dispergieren sein und die Dispersion muss genügend lange stabil bleiben, um die genaue Entnahme der Dosis sicherzustellen. Suspensionsaugentropfen müssen der Prüfung auf Teilchengröße gemäß dem Europäischen Arzneibuch entsprechen. Die Prüfung erfolgt mikroskopisch: eine 10 µg festem Wirkstoff entsprechender Menge Suspension darf höchstens 20 Teilchen größer als 25 µm, davon maximal zwei Teilchen über 50 µm und kein Teilchen über 90 µm enthalten. Suspensionen sind eine Darreichungsform für schwerlösliche Stoffe (z. B. Glucocorticoide).

## Nachteile der ophthalmologischen Therapie
Der Bindehautsack hat nur eine geringe Aufnahmekapazität. Während oder nach der Applikation kann es zum (teilweisen) Ausschwemmen des Arzneistoffes kommen, verursacht durch einen mechanischen Reiz ausgelöst durch den Lidschlag (auch als Volumenreiz bezeichnet) oder durch einen erhöhten Tränenfluss, ausgelöst durch reizende Eigenschaften der Zubereitung. Eine langsame oder unzureichende Wirkstoffpenetration der Hornhaut kann die Wirkung in bestimmten Anwendungsgebieten beeinträchtigen. Da der Tränenapparat mit der Nasenschleimhaut verbunden ist, ist eine systemische Resorption nicht auszuschließen.

## Optimierung der ophthalmologischen Therapie
Einige biopharmazeutische Ansätze haben zum Ziel, den Arzneistoffverlust zu minimieren und die Kontaktzeit der Zubereitung mit dem Auge zu verlängern. Mikrotropfeinrichtungen ermöglichen z. B. die Applikation der Arzneistoffdosis in geringeren Volumina, wodurch der Volumenreiz vermindert bzw. vermieden wird. Zur Verlängerung der Kontaktzeit können viskositätserhöhende Stoffe wie etwa Cellulosederivate (Hypromellose, Methylcellulose), Hyaluronsäure, Celluloseacetatphthalat oder Poloxamere eingesetzt werden.